# Лук лузитанский
Лук лузитанский (лат. Allium lusitanicum) — вид травянистых растений рода Лук (Allium) семейства Амариллисовые (Amaryllidaceae).

## Распространение и экология

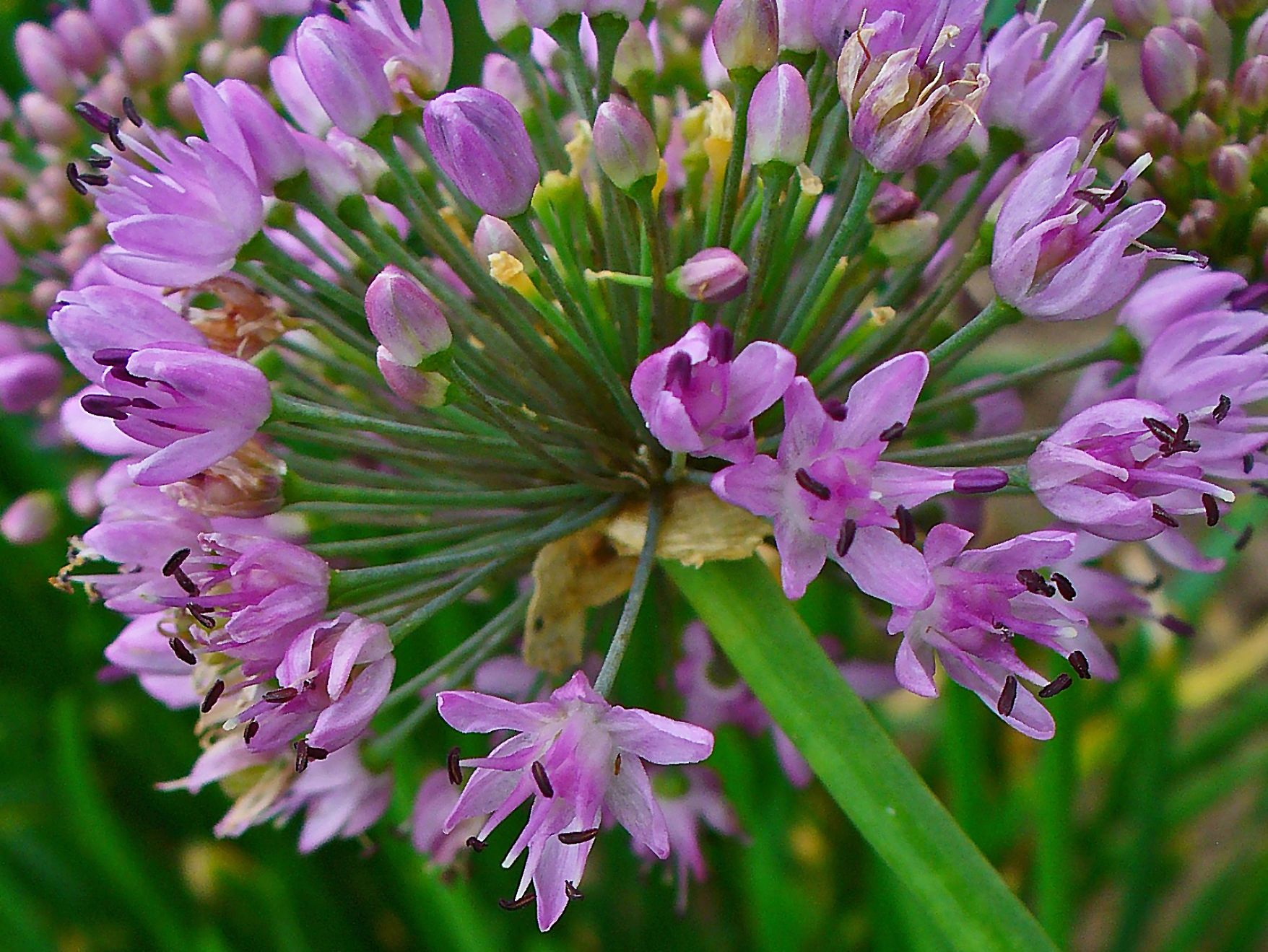
Соцветие

Европейский вид, распространённый в странах Центральной Европы. Восточная граница распространения вида — Литва, западные регионы Белоруссии и Украины. Горный вид, который встречается и на равнинных территориях. Местообитания: каменистые суходольные склоны, плакорные сосново-дубовые леса и опушки, чаще на карбонатных субстратах; характерный элемент естественных и малонарушенных скальных, луговых и опушечно-лесных растительных сообществ.

## Ботаническое описание
Травянистый многолетник, от 15 до 45 см высотой. Луковицы туникатные, от узкоконических до продолговатых, 5—7 мм шириной и 20—35 мм длиной, сидящие, в количестве более 2, прикреплены к горизонтальному ползучему корневищу, развивающемуся вблизи поверхности почвы. Листья без прилистников, сидячие, очерёдные, по 5—6 (10) сближены в основании побега, линейные, прямые, плоские, шириной 2—5 мм и длиной до 30 см.
Цветонос до 40 см длиной, соцветие верхушечное, простое, густое, полушаровидное, 2—3 см в диаметре, несёт 20—60 цветков. Прицветники отсутствуют. Покрывало (чехол) коротко заострённое, в 2—3 раза короче соцветия, остающееся. Листочки околоцветника — от светло-розовых до розово-пурпурных, при отцветании окраска светлеет. Тычиночные нити шиловидные, превышают длину листочков околоцветника до 1,5 раза. Плод — трёхгнёздная, округлая или яйцевидная коробочка.